# 杂纹鹦嘴鱼
杂纹鹦嘴鱼（学名：Scarus rivulatus）为鹦嘴鱼科鹦嘴鱼属的鱼类，俗名杂纹鹦哥鱼。分布于西太平洋、台湾岛等。该物种的模式产地在爪哇。